# مكتبة كوبريللي

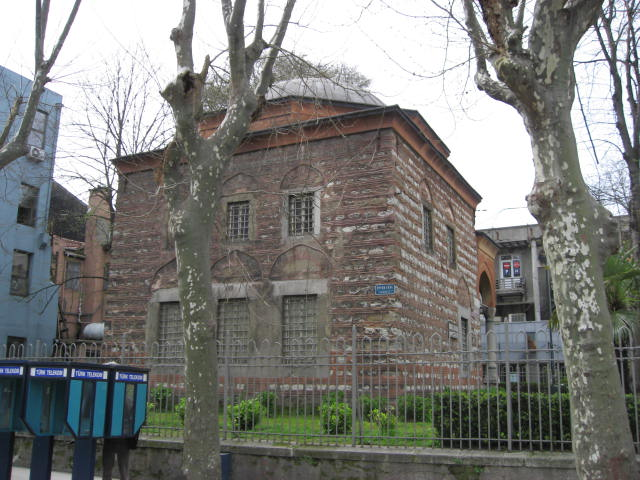
مكتبة كوپريلي.

مكتبة كوبريللي (بالتركية: Köprülü Kütüphanesi)‏ هي مكتبة تقع في شارع ديوان اوغلو مقابل ضريح السلطان محمود الثاني في امين اونو بإسطنبول.
أسس فاضل احمد باشا ابن الصدر الاعظم محمد باشا كوبريللي (1635 - 1676 م) المكتبة بناء على وصية والده. أكمل كوبريللي زادة فاضل مصطفى بناء المكتبة عام 1678 م.
تحوي المكتبة أكثر من 3000 كتابا مخطوطا و 1500 كتابا مطبوعا بالتركية والعربية والفارسية. طُبعت فهارسُها في ثلاثة مجلدات باللغة العربية سنة 1406 هـ/ 1986 م، أعدها رمضان ششن. قسم من مخطوطات المكتبة متوفرة على النت.